# Jean-Marie Bouvier O'Cottereau
Pour les articles homonymes, voir Bouvier.
Jean-Marie Bouvier alias O'Cottereau, né le 7 décembre 1896 à Laval et mort à Cannes le 30 mai 1964, est un officier supérieur de l'armée française et un homme politique français. Il est député de la Mayenne de 1945 à 1955.

## Biographie

### Origine
Fils de Stanislas Bouvier et de Jeanne Robleu, engagé lors de la Première Guerre mondiale en 1916, il n'achève pas ses études secondaires. Reçu à l'École de Saint-Maixent, il devient aspirant sur le front de Champagne puis sous-lieutenant la même année en 1917. Croix de guerre 1914-1918, il termine la guerre comme lieutenant en 1919.

### Colon au Maroc
Il s'installe ensuite comme colon au Maroc où il a la gestion de vastes propriétés agricoles. Il crée de nombreuses mutuelles ou coopératives agricoles, et devient président de l' Association des colons de la Chaouia et membre de la Chambre d'agriculture de Casablanca. Il est fait chevalier du Mérite agricole et de la Légion d'honneur en 1931, chevalier de l'ordre du Ouissam alaouite en 1932.

### Seconde Guerre mondiale
Mobilisé en 1939, comme capitaine-adjudant-major, il est blessé lors de la Seconde Guerre mondiale en Belgique et fait prisonnier. À la suite d'une évasion fin 1940, il rejoint les Forces françaises libres. Breveté parachutiste en 1941 et nommé commandant, il est affecté au Liban, puis à la 1re division française libre.
Il participe aux batailles de Bir Hakeim, d'El Alamein, et de la ligne Mareth. À partir du mois de mars 1943, il effectue des missions spéciales afin de recrutement de volontaires pour renforcer les unités FFL. Il est à l'origine de la formation d'une unité parachutiste, qui deviendra le 3e BIA. Des réseaux gaullistes se mettent en place pour prendre en charge tous les volontaires et déserteurs de l’Armée d’Afrique.
En juin 1943, Jean-Marie O'Cottereau rejoint Tripoli où il transfère les volontaires parachutistes. Après plusieurs rassemblement de détachements, le 26 octobre 1943, le bataillon rejoint l'Angleterre. Placé sous le commandement du capitaine Pierre Chateau-Jobert, ce bataillon prend la dénomination du 3e SAS qui devient, en juillet 1944, le 3e régiment de chasseurs parachutistes (RCP), puis sera intégrée au 2e régiment de chasseurs parachutistes. O'Cottereau participe à la Libération de la France avec la 1re armée. Il devient officier de la Légion d'honneur pour sa conduite pendant la campagne d'Alsace. Il traverse le Rhin à Gommersheim avec l'avant-garde de la première armée, poursuit la Wehrmacht jusqu'à l'Enz et, est de nouveau blessé. Croix de guerre 1939-1945, il termine la guerre comme lieutenant-colonel.

### L'homme politique
Il reprend son activité agricole au Maroc, et présente sous l'étiquette URD en Mayenne une liste d'Entente Républicaine pour les Élections constituantes de 1945 à la première Assemblée nationale Constituante. Il arrive en tête devant Jacques Soustelle, Robert Buron, et Camille Lhuissier. Il est membre de la minorité de droite de l'assemblée et présente de nombreux amendements sur les nationalisations.
En juin 1946, il est réélu sous l'étiquette du Parti républicain de la liberté (PRL), récemment créé. Elargissant aux gaullistes, et de l'Entente paysanne, il est réélu en novembre 1946. Il est ensuite réélu en 1951 sous l'étiquette du RPF. Il rentre dans la vie privée en 1956.